# Toni González
Antonio González Gómez (Puerto de la Cruz, España, 17 de marzo de 1968), conocido como Toni, es un exfutbolista español que se desempeñaba como defensa.

## Clubes
| Club             | País   | Año       |
| ---------------- | ------ | --------- |
| C. D. Marino     | España | 1988-1990 |
| C. D. Tenerife   | España | 1990-1996 |
| U. D. Las Palmas | España | 1996-1997 |